# 朱璟浤
韓簡王朱璟浤（？—1600年），明朝第十代韓王韓端王朱朗錡的嫡第一子，母宋妃。他初封在隆慶四年（1570年）封世子，但未及襲封韓王就在萬曆二十八年（1600年）去世，諡號敬安世子。
其嫡長子朱逵𣏌未及襲封韓王就在萬曆三十六年（1609年）去世，萬曆三十九年（1611年）朱逵𣏌子韓王朱亶𡺊嗣位，追封朱璟浤為韓王，諡號簡。